# Jungle (genere musicale)
Jungle è un genere di musica elettronica caratterizzato da melodie essenziali che accompagnano una ritmica molto accentuata (attorno ai 160 bpm), loop percussivi fortemente sincopati, campionamenti ed effetti di sintetizzatore, con una forte presenza di bassi. I campioni vocali provengono da brani dub, reggae e dancehall, così come hip hop e funk. Jungle è stato un predecessore del drum and bass, che ha avuto successo alla fine degli anni '90.

## Origini
La scena breakbeat hardcore dei primi anni '90 iniziò a frammentarsi nel 1992/1993, con diverse influenze che divennero meno comuni insieme nelle tracce. Il pianoforte e lo stile vocale in crescente che prevalevano nel breakbeat hardcore iniziarono a gettare le basi della musica happy hardcore, mentre brani con campioni a tema "scuro" emersero dalla fine del 1992 e chiamati darkcore. I campionamenti di brani reggae e le tracce influenzate dal reggae erano state una caratteristica di molte tracce breakbeat hardcore dal 1990 in particolare da produttori come Shut Up and Dance, , tuttavia Ibiza Records, e Rebel MC furono probabilmente i primi a portare saldamente il sound system a influenzare le pubblicazioni. Il brano We Are I.E. di Lennie De-Ice è spesso citato come la traccia che ha gettato le basi per la Jungle con la sua linea di basso ragga.
Durante il 1992 e il 1993, le espressioni jungle techno e hardcore jungle proliferarono per descrivere quel passaggio della musica dal breakbeat hardcore alla jungle. Il sound fu sostenuto in club come AWOL, Roast e Telepathy, da DJ come DJ Ron, DJ Hype, Mickey Finn, DJ Dextrous e Kenny Ken e dalle etichette discografiche Moving Shadow, V Recordings, Suburban Base e Renk, e su stazioni radio pirata come Kool FM (considerata la stazione più strumentale nello sviluppo di jungle) ma anche Don FM, Rush e Rude FM.
Le tracce abbracciano stili breakbeat, in particolare con il darkcore, con pubblicazioni importanti tra cui Darkage di DJ Solo, Valley of the Shadows di Origin Unknown, Set Me Free' di Potential Bad Boy, 28 Gun Bad Boy di A Guy Called Gerald, Crackman di DJ Ron, A London Sumtin di Code 071, Learning From My Brother di Family of Intelligence, Lion of Judah di X Project e Be Free di Noise Factory.

## Il nome
L'origine del nome è discussa. Rebel MC è spesso citato per aver reso popolare il termine, e nel libro Energy Flash, si attribuisce a MC Navigator l'uso della parola. Altri come MC Five-O lo attribuiscono a MC Moose, mentre Rob Playford (di Moving Shadow) lo attribuisce a MC Mad P (di Top Buzz). Alcuni hanno pensato a questo termine come potenziamento, un'affermazione dell'oscurità della musica e della sua sottocultura, invertendo la storia razzista del termine "jungle music".

## Brani famosi
Brani importanti per il genere sono: Burial di Leviticus, Dangerous di DJ Ron, Lover to Lover / Maximum Style di Tom & Jerry, Original Nuttah di Shy FX, All The Crew Big Up di Roni Size & DJ Die, Incredible / Sweet Love di M-Beat, Super Sharp Shooter di DJ Zinc, Sovereign Melody / Lion Heart di Dillinja, Everyman di Kenny Ken, The Victory / Lovable di DJ Dextrous, Bad Ass di Aphrodite, The Lighter di DJ SS e Tiger Style di DJ Hype.